# Nikitinia leptoclada
Nikitinia leptoclada là một loài thực vật có hoa trong họ Cúc. Loài này được (Bornm. & Sint.) Iljin mô tả khoa học đầu tiên năm 1960.